# Виборчий округ 121
Виборчий округ 121 — виборчий округ у Львівській області. В сучасному вигляді був утворений 28 квітня 2012 постановою ЦВК №82 (до цього моменту існувала інша система виборчих округів). Окружна виборча комісія цього округу розташовується в будівлі Дрогобицької районної ради за адресою м. Дрогобич, вул. 22 Січня, 37.
До складу округу входять міста Борислав, Дрогобич і Трускавець, а також Дрогобицький район. Виборчий округ 121 межує з округом 120 на північному заході і на півночі, з округом 123 на північному сході, з округом 126 на південному сході та з округом 125 на півдні і на південному заході. Виборчий округ №121 складається з виборчих дільниць під номерами 460223-460297, 461685-461743, 461808-461815 та 462161.

## Народні депутати від округу
| Ім'я                         | Фото | Партія         | Скликання | Дата набуття повноважень | Дата припинення повноважень |
| ---------------------------- | ---- | -------------- | --------- | ------------------------ | --------------------------- |
| Ілик Роман Романович         |      | Батьківщина    | 7-ме      | 12 грудня 2012           | 27 листопада 2014           |
| Матківський Богдан Миронович |      | самовисуванець | 8-ме      | 27 листопада 2014        | 29 серпня 2019              |
| Саламаха Орест Ігорович      |      | Слуга народу   | 9-те      | 29 серпня 2019           |                             |

## Результати виборів

### Парламентські

#### 2019
Кандидати-мажоритарники:
- Саламаха Орест Ігорович (Слуга народу)
- Задорожний Михайло Леонович (Європейська Солідарність)
- Ілик Роман Романович (самовисування)
- Піляк Іван Євгенович (Батьківщина)
- Матківський Богдан Миронович (Громадянська позиція)
- Демко Тарас Іванович (самовисування)
- Голубіцька Любов Михайлівна (Самопоміч)
- Сікора Михайло Миколайович (Народний рух України)
- Алєксєєв Михайло Васильович (Правий сектор)
- Кугівчак Степан Ярославович (самовисування)
- Кулик Євген Володимирович (Сила і честь)
- Жирний Сергій Леонідович (самовисування)
- Дяків Йосип Михайлович (самовисування)
- Руднєв Віктор Ігорович (Радикальна партія)
- Жолобович Назар Вікторович (самовисування)
- Танчук Роман Володимирович (Аграрна партія України)
- Малихін Павло Володимирович (самовисування)
- Беднарчик Наталія Ігорівна (самовисування)
- Гарасим'як Роман Іванович (самовисування)
- Мисишин Олександр Степанович (самовисування)
- Фідик Володимир Іванович (самовисування)

#### 2014
Кандидати-мажоритарники:
- Матківський Богдан Миронович (самовисування)
- Матковський Іван Йосипович (Народний фронт)
- Ілик Роман Романович (Батьківщина)
- Коваль Михайло Васильович (Блок Петра Порошенка)
- Барнацький Павло Степанович (самовисування)
- Задорожний Михайло Леонович (самовисування)
- Курус Ігор Федорович (Радикальна партія)
- Розора Сергій Петрович (Воля)
- Дем'янчик Григорій Петрович (самовисування)
- Яцишин Тарас Ярославович (Заступ)
- Телех Сергій Володимирович (Комуністична партія України)
- Шмигаль Денис Анатолійович (самовисування)

#### 2012
Кандидати-мажоритарники:
- Ілик Роман Романович (Батьківщина)
- Барнацький Павло Степанович (самовисування)
- Курус Ігор Федорович (самовисування)
- Задорожний Михайло Леонович (самовисування)
- Гук Микола Петрович (самовисування)
- Конц Віктор Ярославович (самовисування)
- Лагодич Микола Миколайович (самовисування)
- Возняк Віктор Франкович (самовисування)
- Янковський Михайло Петрович (Партія регіонів)
- Зубицька Наталія Петрівна (Українська партія «Зелена планета»)
- Курчик Тарас Михайлович (самовисування)
- Задорожний Іван Маркович (самовисування)
- Гентош Тарас Йосифович (Конгрес українських націоналістів)
- Сендак Михайло Дмитрович (самовисування)
- Одрехівський Микола Васильович (самовисування)
- Старовойтова Валентина Михайлівна (Комуністична партія України)
- Тустановський Микола Миронович (Собор)
- Грабовський Святослав Мирославович (Українська національна консервативна партія)
- Трощановський Костянтин Анатолійович (самовисування)
- Соколов Віктор Михайлович (Народно-демократична партія)

## Явка
Явка виборців на окрузі: